# 東寺車站
東寺車站（日语：／ Tōji eki */?）在京都府京都市南區西九條藏王町，是近畿日本鐵道京都線的鐵路車站。車站編號是B02。
目前除了特急以外的列車都會停靠，但京都線的快速急行列車運營期間時，並未停靠。

## 历史
- 1928年（昭和3年）11月15日：奈良電車京都站－桃山御陵前站之间開通时開業[1].
- 1939年（昭和14年）3月：向大和西大寺方向移動110公尺[2]並高架化。
- 1963年（昭和38年）10月1日：併入近畿日本鐵道。
- 2007年（平成19年）4月1日：開放使用PiTaPa[3]。

## 車站结构
有對向式2面2線月台的高架車站。月台的有效长度为6節車箱。检票口、大厅在1楼，月台位于2楼。有一個檢票口。並未販售定期券。

### 月台配置
| 月台 | 路線   | 方向 | 目的地                                         |
| ---- | ------ | ---- | ---------------------------------------------- |
| 1    | 京都線 | 下行 | 丹波橋、大和西大寺、奈良、天理、橿原神宮前方向 |
| 2    | 京都線 | 上行 | 往京都                                         |

## 相鄰車站
近畿日本鐵道
 京都線
■急行、■準急
京都（B01）－東寺（B02）－竹田（B05）
■普通
京都（B01）－東寺（B02）－十條（B03）
- 至1946年為止，京都站與此站之間存有八條站。

## 外部連結
- 東寺 - 近畿日本鐵道